# ライオン先生
「ライオン先生」（ライオンせんせい）は、重松清の短編小説、またそれを原作としたテレビドラマ。
初出は『別冊文藝春秋』第228号・第229号（1999年7月・10月）。

## テレビドラマ
2003年10月13日より12月15日まで、日本テレビ系列で毎週月曜日22:00 - 22:54に読売テレビ制作の連続テレビドラマ作品として放送された。主演は竹中直人。
主演の竹中が初めて教師役を務めたドラマでもある。平均視聴率は4.7%、最高視聴率7.9%、最低視聴率3.1%。
ドラマの撮影は厚木市立林中学校で行われた。
主人公は長髪の高校の古典の男性教師。鎌倉で教師を行いかつ在住する。髪は若いころは地毛だったが後にカツラになる。若い頃は熱血教師としても名を馳せ、教え子と結婚したが死別。現在は高校生（ドラマでは大学生）の娘と同居し、若い頃と異なり生徒と思いが通じないことを嘆く。
初回から最終回を通じて視聴率は10%を超えることが出来ず、視聴率の数字では振るわなかったものの、本作品が俳優デビュー作となる平岡祐太や、連続ドラマ初レギュラーの相武紗季、和希沙也（現：倉本清子）、末高斗夢（現：三遊亭とむ）など、この作品を機にブレークした俳優もいる。

### キャスト

#### 高村家
- 高村雄介（国語教師、2年3組の担任） - 竹中直人
- 高村恵理（大学生の娘） - 岡本綾
- 高村京介（カツラ屋に勤める雄介の弟） - 西村雅彦

#### 鎌倉の高校
- 榊原隼人（英語教師） - 今田耕司
- 早川将太（日本史教師、2年3組の副担任） - 要潤
- 守屋千夏（養護教師） - 小池栄子
- 石井光男（理科教師） - 渡辺いっけい
- 園田美鈴（体育教師） - 眞野裕子
- 小林真理子（数学教師） - 川津春
- 戸島寛子（家庭科教師） - 増子倭文江
- 佐竹久典（教頭） - 山下真司
- 大江新太郎（校長） - 石橋蓮司（第9話・最終話）

2年3組
1. 安部光一 - 三浦涼介
2. 安藤修司 - 北村悠
3. 大場光次郎 - 佐藤佑介
4. 織原健治 - 平岡祐太
5. 桂隆史 - 塩澤英真
6. 加藤忠志 - 浜上竜也
7. 佐々木大輔 - 山根和馬
8. 澤田透 - 杉浦匠
9. 嶋崎太朗 - 吉田友一
10. 鈴木新平 - 石井智也
11. 根岸淳平 - 川村陽介
12. 萩元博 - 矢倉亮
13. 古田匠 - ウエンツ瑛士
14. 三村慎一郎 - 高藤疾土[3]
15. 森永昭彦 - 川野直輝
16. 柳田俊夫 - 末高斗夢
17. 荒俣佐世子 - 水野快令[3]
18. 井川華子 - 山崎愛美
19. 江成桃子 - 平愛梨
20. 遠藤沙織 - 仲程仁美
21. 落合奈々 - 萩原明子
22. 小野原彩 - 相武紗季
23. 片岡美樹 - 山本彩乃
24. 喜多真由美 - 藤谷祥子
25. 久保田朋子 - 松居遥
26. 坂田久美子 - 秀島亜里沙
27. 西田あおい - 和希沙也
28. 平田蘭 - 金沢美波
29. 広瀬さやか - 富田麻帆
30. 的場ひとみ - 山岡由実
31. 森洋子 - 池永亜美
32. 吉岡千穂 - 小倉愛美
33. 吉村愛子 - 広澤草

#### その他
- 藤崎直美（「遊遊」女主人） - 原千晶
- 安藤秀彦（修司の父親） - 段田安則
- 早川栄太（将太の兄、元教え子） - 緋田康人
- 江成謙吾（桃子の父親） - 中丸新将（第2話）
- 中村元（恵理の彼氏） - 長谷川朝晴（第2話・第8話）
- 広瀬晶子（さやかの母親） - 石野真子（第4話）
- 広瀬勝也（さやかの父親） - 羽場裕一（第4話）
- 西田美沙子（あおいの母親） - 美保純（第5話）
- 織原功治（健治の父親、県議会議員） - 大杉漣（第6話）
- 中西（書店店主） - 二瓶鮫一（第6話）
- 矢作雄一（芸能プロダクション・ギャビン スカウト担当） - 宮本大誠（第8話）
- 古田昭（匠の父親、医師） - 冨家規政（第9話）
- 落合瑠美子（奈々の母親、料理研究家） - 山口美也子（第9話）
- 澄江（落合家の家政婦） - 大島蓉子（第9話）
- 博人（高村雄介の旧友） - 忌野清志郎（第9話・最終話、友情出演）

### スタッフ
- 脚本 - 武田百合子、小田切正明、江頭美智留、田中江里夏、宮崎涼
- 音楽 - 溝口肇
- 演出 - 小田切正明、白川士
- 主題歌
  - オープニング - SOUL'd OUT「Love, Peace & Soul」
  - エンディング - Lyrico「Lost wing」
- プロデューサー - 田中寿一、堀口良則、霧田一寿、池田禎子
- 制作協力 - ザ・ワークス
- 制作著作 - よみうりテレビ

### 放送日程
- 初回は15分拡大（22:15 - 23:24）。

| 話数                                                      | 放送日         | サブタイトル               | 脚本                  | 演出       | 視聴率 |
| --------------------------------------------------------- | -------------- | -------------------------- | --------------------- | ---------- | ------ |
| 第1話                                                     | 2003年10月13日 | 教師はアタマだ!            | 武田百合子            | 小田切正明 | 7.9%   |
| 第2話                                                     | 2003年10月20日 | 脱いでビックリ             | 武田百合子            | 小田切正明 | 5.3%   |
| 第3話                                                     | 2003年10月27日 | 高校生と女ゴコロ           | 武田百合子 小田切正明 | 小田切正明 | 4.3%   |
| 第4話                                                     | 2003年11月03日 | エロオヤジの娘             | 武田百合子 小田切正明 | 白川士     | 5.7%   |
| 第5話                                                     | 2003年11月10日 | おいおい今度は援助交際かよ | 江頭美智留 小田切正明 | 小田切正明 | 4.3%   |
| 第6話                                                     | 2003年11月17日 | 政治家の息子は特別か?      | 武田百合子 小田切正明 | 白川士     | 3.3%   |
| 第7話                                                     | 2003年11月24日 | 先生キレまくり!            | 田中江里夏 小田切正明 | 小田切正明 | 5.5%   |
| 第8話                                                     | 2003年12月01日 | お前も出会い系!?           | 宮崎涼 小田切正明     | 白川士     | 4.2%   |
| 第9話                                                     | 2003年12月08日 | 妊娠だ自殺だどーすんだ!    | 宮崎涼 小田切正明     | 小田切正明 | 3.8%   |
| 最終話                                                    | 2003年12月15日 | エロ校長復帰で大騒ぎ!      | 小田切正明            | 小田切正明 | 3.1%   |
| 平均視聴率 4.7%（視聴率は関東地区・ビデオリサーチ社調べ） |                |                            |                       |            |        |

| 読売テレビ 月曜10時枠の連続ドラマ                         | 読売テレビ 月曜10時枠の連続ドラマ        | 読売テレビ 月曜10時枠の連続ドラマ |
| 前番組                                                    | 番組名                                   | 次番組                            |
| --------------------------------------------------------- | ---------------------------------------- | --------------------------------- |
| 14ヶ月 〜妻が子どもに還っていく〜 （2003.7.7 - 2003.9.8） | ライオン先生 （2003.10.13 - 2003.12.15） | 乱歩R （2004.1.12 - 2004.3.15）   |

## 関連商品
- ライオン先生 DVD-BOX（バップ）2004年2月25日発売。
- ライオン先生 Vol.1 - Vol.2（バップ）2003年11月21日発売 VHSの単品商品。ドラマ放送期間中に映像作品が発売される先駆けとなった。
- ライオン先生 Vol.3 - Vol.4（バップ）2004年1月21日発売 VHSの単品商品。
- ライオン先生 オリジナルサウンドトラック（バップ）2003年12月3日発売。